# Jens Thiel
Jens Thiel (* 1966 in Eisleben) ist ein deutscher Historiker.

## Leben
Thiel absolvierte von 1991 bis 1997 ein Studium der Neueren und Neuesten Geschichte mit dem Schwerpunkt in der Geschichte des 19. und 20. Jahrhunderts und der Kulturwissenschaft an der Humboldt-Universität zu Berlin und der Universiteit Gent, das er mit dem Magister artium abschloss. Von 1997 bis 2003 und von 2005 bis 2010 war er als freier wissenschaftlicher Mitarbeiter, u. a. für Projekte der Berlin-Brandenburgischen Akademie der Wissenschaften und das Historische Forschungsinstitut Facts & Files Berlin tätig. 2003 erfolgte seine Promotion an der Philosophischen Fakultät I der Humboldt-Universität zu Berlin mit einer Dissertation über Zwangsarbeit in Belgien im Ersten Weltkrieg. Bis 2005 und von 2010 bis 2014 arbeitete er als wissenschaftlicher Mitarbeiter am Lehrstuhl für Wissenschaftsgeschichte an der HU Berlin, 2014/15 im DFG-Erkenntnistransferprojekt „Erinnern heißt Gedenken und Informieren. Die nationalsozialistische ‚Euthanasie‘ und der historische Ort Berliner Tiergartenstraße 4“ an der Technischen Universität München. Von 2015 bis 2018 war er wissenschaftlicher Mitarbeiter am Historischen Seminar der Westfälischen Wilhelms-Universität Münster. Er ist Gründungsmitglied des Arbeitskreises Historische Belgienforschung im deutschsprachigen Raum und Mitherausgeber der Schriftenreihe Historische Belgienforschung.
Seine Forschungsschwerpunkte sind Wissenschaftsgeschichte, Geschichte von Zwangsarbeit und Deportation sowie politische Kulturgeschichte im 19. und 20. Jahrhundert.

## Schriften
Monografien
- mit Matthias Berg, Olaf Blaschke, Martin Sabrow und Krijn Thijs: Die versammelte Zunft. Historikerverband und Historikertage in Deutschland 1893–2000, Wallstein Verlag, Göttingen 2018.
- mit Sybille Gerstengarbe und Rüdiger vom Bruch: Die Leopoldina. Die Deutsche Akademie der Naturforscher zwischen Kaiserreich und früher DDR, be.bra Verlag, Berlin 2016.
- mit Annette Hinz-Wessels: Das Friedrich-Loeffler-Institut 1910–2010. 100 Jahre Forschung für die Tiergesundheit. Herausgeben vom Friedrich-Loeffler-Institut Greifswald-Insel Riems, be.bra Verlag, Berlin 2010.
- Paul Abraham. Rechtshistoriker an der Preußischen Akademie der Wissenschaften (= Jüdische Miniaturen, 102), Hentrich & Hentrich Verlag/Centrum Judaicum, Berlin 2010.
- »Menschenbassin Belgien«. Deportation, Zwangsarbeit und Anwerbung im Ersten Weltkrieg (= Schriften der Bibliothek für Zeitgeschichte, Neue Folge, 20), Klartext Verlag, Essen 2007.

Herausgeberschaften
- Hrsg. mit Sebastian Bischoff, Christoph Jahr und Tatjana Mrowka: „Mit Belgien ist das so eine Sache ...“ Resultate und Perspektiven der Historischen Belgienforschung (= Historische Belgienforschung, 9), Waxmann Verlag, Münster/New York 2021.
- Hrsg. mit Matthias Berg: Europäische Wissenschaftsakademien im „Krieg der Geister“. Reden und Dokumente 1914 bis 1920 (= Acta Historica Leopoldina, 72), Deutsche Akademie der Naturforscher Leopoldina – Nationale Akademie der Wissenschaften/Wissenschaftliche Verlagsgesellschaft, Halle (Saale)/Stuttgart 2018.
- Hrsg. mit Sebastian Bischoff, Christoph Jahr und Tatjana Mrowka: „Belgium is a beautiful city“? Resultate und Perspektiven der Historischen Belgienforschung (= Historische Belgienforschung, 5), Waxmann Verlag, Münster/New York 2018.
- Hrsg. mit Sebastian Bischoff, Christoph Jahr und Tatjana Mrowka: Belgica – terra incognita? Resultate und Perspektiven der Historischen Belgienforschung (= Historische Belgienforschung, 1), Waxmann Verlag, Münster/New York 2016.
- Hrsg. mit Rüdiger vom Bruch, Sybille Gerstengarbe und Simon Renkert: Wissenschaftsakademien im Zeitalter der Ideologien. Politische Umbrüche – wissenschaftliche Herausforderungen – institutionelle Anpassungen (= Acta Historica Leopoldina, 64), Deutsche Akademie der Naturforscher Leopoldina – Nationale Akademie der Wissenschaften/Wissenschaftliche Verlagsgesellschaft, Halle (Saale)/Stuttgart 2014.
- Hrsg. mit Christoph Jahr: Lager vor Auschwitz. Gewalt und Integration im 20. Jahrhundert, Metropol Verlag, Berlin 2013.
- Hrsg. mit Christoph Roolf: Der Erste Weltkrieg 1914–1914. Texte und Quellen in Auswahl (= TEMPORA – Quellen zur Geschichte und Politik), Ernst Klett Verlag, Stuttgart/Leipzig 2013.
- Ja-Sager oder Nein-Sager. Das Hamburger Streitgespräch deutscher Autoren aus Ost und West 1961. Eine Dokumentation, Aurora Verlag, Berlin 2011.
- Hrsg. mit Matthias Berg und Peter Th. Walther: Mit Feder und Schwert. Militär und Wissenschaft – Wissenschaftler und Krieg (= Wissenschaft, Politik und Gesellschaft, 7), Franz Steiner Verlag, Stuttgart 2009.
- Hrsg. mit Dirk Rupnow, Veronika Lipphardt und Christina Wessely: Pseudowissenschaft. Konzeptionen von Nichtwissenschaftlichkeit in der Wissenschaftsgeschichte (= suhrkamp taschenbuch wissenschaft, 1897), Suhrkamp Verlag, Frankfurt am Main 2008.